# Чудотворец (телесериал)
«Чудотворец» — российский телевизионный сериал 2014 года. Сериал повествует о противостоянии людей, обладающих экстрасенсорными способностями. События развиваются в эпоху перестройки СССР, когда такие люди собирали полные залы и выступали по телевидению.

## Сюжет
1-я серия.
Ещё до Перестройки в СССР существовала лаборатория при Институте информационных технологий, где изучали экстрасенсорные способности людей, пытаясь объяснить их с научной точки зрения. Именно тогда началось противостояние Николая Арбенина и Виктора Ставицкого. 1988 год. Арбенин вынужден торговать на вещевом рынке, а Ставицкий, известный целитель, проводит сеансы перед большой аудиторией, его показывают по телевидению.
2-я серия.
Арбенин в безвыходной ситуации: ему срочно нужны деньги. Он приходит на телевидение и предлагает что-то вроде дуэли в несколько туров между ним и Ставицким: найти человека по фотографии, чтение мыслей, телекинез…
3-я серия.
Ставицкий вынужден предоставить 10 минут на своём шоу Арбенину, но не готов делить с ним популярность. Ставицкого и Арбенина связывают не только соперничество и давние эксперименты в лаборатории, но и ещё Вера Чернышёва, в которую они оба влюблены.
4-я серия.
Арбенин готовит собственное шоу. Почти все билеты распроданы заранее. Арбенин понимает, что их скупили люди Ставицкого, чтобы сорвать шоу.
5-я серия.
Сразу после шоу Арбенину становится плохо, врач всерьёз озабочен его здоровьем: была временная остановка сердца, необходимо серьёзное обследование, но Арбенин настаивает на продолжении выступления.
6-я серия.
После шоу растёт популярность Арбенина. К нему обращается майор из комитета госбезопасности с просьбой спасти заложников в самолёте. Вера тоже просит Николая о помощи, но во время визита к Арбенину вместе с сыном Денисом она ведёт себя странно…
7-я серия.
У Арбенина серьёзные неприятности: его обвиняют в смерти мальчика. От Николая уходит его партнёр. Вера с Денисом скрываются от Ставицкого.
8-я серия.
Арбенин хочет разобраться в истории со смертью мальчика. Растёт противостояние между ним и Ставицким не только в профессиональном, но и в личном плане. В какой-то момент Арбенин понимает, что его дар начинает оставлять его…

## Актёры
- Филипп Янковский — Николай Арбенин
- Фёдор Бондарчук — Виктор Ставицкий
- Оксана Фандера — Вера Чернышёва
- Евгений Антропов — Юра Арбенин, брат Николая
- Аглая Шиловская — Настя Уварова, журналистка
- Михаил Горский — Миша Зубарев
- Галина Польских — Анна Владимировна Арбенина, мама Николая и Юрия
- Всеволод Шиловский — Илья Игоревич Губер
- Дмитрий Мухамадеев — Гена Мальков
- Яна Сексте — Зоя Хрулёва
- Анна Михалкова — Рита Навицкая[4].

## Оценки
Анатолий Кашпировский до выхода фильма собирался подать в суд на кинокомпанию и, посмотрев сериал, возмутился в интервью «Комсомольской правде», что ни один эпизод не был согласован с ним, а грим главного героя Виктора явно намекает на известного целителя.
Аллан Чумак же, наоборот, остался доволен сериалом, отнёсся к своему появлению в сериале с юмором и вполне добродушно. В эфире программы «Доброе утро» он заявил, что внимательно следит за сериалом и находит явные несовпадения со своей биографией.
Сериал попал в список «10 лучших русских сериалов 2014 года» по версии журнала «Афиша».

## Музыка в фильме
- Красное на чёрном — песня группы «Алиса»
- То это дым, то это снег — песня Алексея Паперного и группы Т. А. М.

## Рецензии
- Заряженное ретро. Татьяна Алешичева о сериале «Чудотворец» // Коммерсантъ, 21.11.2014